# Palpita xanthyalinalis
Palpita xanthyalinalis is een vlinder uit de familie van de grasmotten (Crambidae). De wetenschappelijke naam van deze soort is voor het eerst voorgesteld als Pilocrocis xanthyalinalis door George Francis Hampson in een publicatie uit 1899.
De soort komt voor in Venezuela.